# Стая за мъчения
Стаята за мъчения или изтезания, наричана още в художествената литература Стаята на ужасите е специално пригодено помещение, обичайно разположено в подземията на средновековните крепости и замъци в което са се извършвали разпити на заподозрени в извършването на различни престъпления лица, с цел изтръгване на самопризнания за стореното от тях.
Обичайно тези помещения са били слабо осветени. Изтръгването на самопризнания от заподозрените се е осъществявало по правило от палачи облечени с черни качулки на главите с цел да не могат да бъдат разпознати впоследствие от заподозрените и съответно да станат жертва на лично отмъщение.
За изтръгването на самопризнания от заподозрените са се използвали различни методи за причиняване на физическа болка и страдание с цел всяване на страх и ужас у разпитваните. Класическият инструмент за мъчение през средновековието бил стрападото.
Инквизицията в хода на инквизиционния процес използвала различни методи за изтръгване на самопризнания, като например още при строителството в папския дворец в Авиньон била устроена така камерата за изтезания, че стените да усилват звуковия ефект от писъците на изтезаваните всявайки страх и ужас в килиите на подлежащите на разпит. Самата камера е имала формата на пещ с комин като фуния в горната си част, така че да създава у задържаните и подходящ зрителен ефект.  В Нюрнберг и Залцбург стаите за изтезания са били на няколко етажа. В Нюрнберг стаята е била оборудвана с всевъзможни машинарии за изтезания, докато в Залцбург е имало специална „стая под капак“ като чакалня за затворници, където у заподозрените се е създавало подходяща за предстоящите самопризнания атмосфера огласена от писъците на онези находящи се в стаята за мъчения. Когато настъпвало подходящото време за затворника, същият бил изтеглян в горната камара (етаж) за изтезания.  Съществували са и дълбоки ями с вода или змийски ями разположени под „стаите под капак“, където евентуално са могли да бъдат хвърлени жертвите на изтезанията от горния през един етаж надолу с цел да се удавят ефектно или да умрат в страшни мъки изпохапани от отровници пред предстоящите за разпит. 

## Дворецът на инквизицията
Дворецът на инквизицията е бил оборудван съвършено за времето си с четири прогресиращи типа килии за лишаване от свобода. В Дворецът е имало заседателна зала, кабинети за служителите на инквизиционния трибунал, както и жилища за Великия инквизитор и обикновените инквизитори. Килиите за задържане са били разположени в следната последователност:
1. Най-близо до жилищата е била килията за задържане по милост, която била запазвана най-вече за богатите престъпници, които при доброволно завещание на собствеността си на Инквизицията са били обикновено освобождавани без да се е налагало да бъдат придвижвани по етапния ред на второ ниво.
2. Следваща е била килията за покаяние. Тези килии обичайно са били разположени в малки кръгли кули с диаметър около 3 метра. Те са били боядисани в бяло като обзавеждането им е включвало стол и легло. Интериора им е бил така решен, че в помещението е прониквала много малко дневна светлина.
3. Ако задържания не сътрудничи, следващата стъпка в процеса на задържането е била тъмницата. В подземието стените са били с дебелина 1,5 метра, двойни врати, а помещението денонощно е в пълна тъмнина, така че затворения да няма представа дали навън е ден или нощ. С хвърления в тъмница не се е осъществявала каквато и да е комуникация. [4][1] На задържания само веднъж на денонощие били доставяни храна и вода, а остатъците (включително физиологичните) от помощението са били отстранявани веднъж на всеки четири дни. [1]
4. След подходящ като време престой в тъмницата, при неоказване на съдействие затворниците са били премествани в стаята за мъчения. [1]